# Diego de Salinas
Diego Esteban Gómez de Salinas y Rodríguez de Villarroel (Madrid, 3 agost 1649 - 27 de novembre de 1720) va ser l'últim governador espanyol de Gibraltar. Ocupava el càrrec quan el Penyal de Gibraltar va ser pres per una flota anglo-holandesa a l'agost de 1704.

## Biografia
Salinas y Rodríguez era fill de Pedro Gómez de Salinas i Agustina Rodríguez de Villarroel, aristòcrates de la petita noblesa (de Burgos, per la part paterna i de Valladolid, de la part materna). Va començar en l'exèrcit com patge del conestable de Castella, Iñigo Fernández de Velasco. Va fer una carrera ràpida, sent ascendit a alferes de cavalleria i arribant al rang de capità d'infanteria abans dels 20 anys. Va participar en batalles en els Països Baixos, i va ser ascendit al rang de capità de cavalleria el 1670. Salinas va lluitar en la guerra franco-holandesa, i es va mantenir en els Països Baixos fins a 1673, quan va tornar a Espanya i va ser agregat a l'exèrcit de Catalunya. El 1675, va ser ferit en combat en la defensa de Puigcerdà, que estava sent atacada pels francesos. El desembre de 1677, va tornar a Múrcia.
El 1685, Salinas y Rodríguez es va exercir com mariscal de camp de la infanteria espanyola a Pamplona, i va demanar l'admissió a l'Orde de Sant Jaume. Aquesta sol·licitud va ser acceptada després d'una exhaustiva investigació dels seus avantpassats. A Pamplona, va participar en les batalles de la Guerra dels Nou Anys contra els francesos als turons d'Alduide, on va aconseguir expulsar els invasors.
El juny de 1697, ara amb el rang de general de batalla, es va traslladar a Barcelona en un intent per aturar l'avanç de les tropes franceses del duc de Vendôme. No obstant això, el 7 de juliol, la ciutat es va rendir, i el 15 d'agost les tropes de Salinas abandonaran el lloc. Al fi de les hostilitats, Salinas va ser nomenat «sergent general de batalla» i va rebre el comandament de Girona, on va entrar com a governador interí el 1698, després de la sortida dels francesos. Allà romandria almenys fins a 1700, quan va ser designat per fer-se càrrec del govern de Gibraltar.

### La presa de Gibraltar
Salinas y Rodríguez va ser nomenat governador de Gibraltar per Felip V al desembre de 1701. Va arribar a la plaça a principis de 1702. Amb l'inici de les hostilitats en la Guerra de Successió Espanyola i l'amenaça de la flota anglo-holandesa, Salinas y Rodríguez va demanar reforços que mai van ser enviats. L'1 d'agost de 1704, tropes britàniques sota el comandament del príncep Jordi de Hessen-Darmstadt (que va ser virrei de Catalunya) van desembarcar al nord de l'istme de la badia de Gibraltar i després de preparar un pla d'atac en tres fronts van enviar un missatge demanant-li que es rendís. Salinas no va acceptar, i la ciutat va començar a ser bombardejada el 3 d'agost pels vaixells enemics. Reconeixent la gravetat de la situació i la impossibilitat de continuar resistint, Salinas y Rodríguez va capitular en el matí del 4 d'agost.
La presa de la ciutat va ser facilitada pel que sembla, per la falta d'una guarnició capaç de fer front als invasors, i no per falta de municions i peces d'artilleria en bon estat. No obstant això, la rendició d'un veterà experimentat com Salinas y Rodríguez també pot haver estat influenciada per la por de la població local que les tropes enemigues podrien interceptar les seves dones i nens que fugien cap a Punta Europa.

### Després de Gibraltar
Alguns dels seus contemporanis, però, van criticar el governador, recordant l'episodi de la capitulació de Barcelona el 1697. No obstant això, Felip V no sembla haver tingut en compte aquestes opinions, com Salinas y Rodríguez va ser nomenat governador de Villaescusa de Haro, a Conca, el 1706, on va romandre en una mena d'exili voluntari fins a prop de la seva mort, quan va tornar a Madrid. Va morir a la seva ciutat natal el 27 de novembre de 1720, deixant tots els seus béns a la seva germana, Francisca.